# Брюс Фейрвезер
Брюс Фейрвезер — американський музикант, гітарист рок-гуртів Green River, Mother Love Bone, бас-гітарист Love Battery.

## Життєпис
Брюс Фейрвезер народився на Гаваях. Коли йому було вісімнадцять років, Фейрвезер вступив до Університету штату Монтана. Він захоплювався скейтбордингом і так познайомився з Джефом Аментом, дивним хлопцем, який полюбляв панк-рок. За декілька місяців вони заснували свій гурт Deranged Diction. В 1983 році Амент переїхав до Сіетлу, бо в його коледжі перестали викладати графічний дизайн. За рік Амент вже грав у місцевому гурті Green River разом з Марком Армом та Стівом Тернером. Коли в 1985 році Тернер пішов з гурту, Амент запросив Брюса Фейрвезера стати гітаристом Green River. Сам Тернер пізніше згадував, що з приходом Фейрвезера Green River «швидко стали набагато кращими». В жовтні 1985 року він вирушив у перше концертне турне Green River. Попри дедалі більшу популярність, в кінці 1987 року Green River розпались, бо Амент та гітарист Стоун Ґоссард хотіли грати більш комерційно успішну музику, а фронтмен Марк Арм дотримувався духу незалежності, притаманного сіетлській сцені.
Надалі колишні учасники Green River пішли двома різними шляхами. Марк Арм заснував рок-гурт Mudhoney, а Стоун Ґоссард, Джеф Амент та Брюс Фейрвезер почали грати з фронтменом Malfunkshun Ендрю Вудом. Новий колектив Фейрвезера отримав назву Mother Love Bone і був більш схожим на класичні рок-гурти, на кшталт Kiss або Aerosmith, орієнтованих на стадіонний рок. Mother Love Bone зуміли підписати вигідний контракт з лейблом Polygram, видали мініальбом Shine (1989) і готувались до виходу повноцінного альбому в 1990 році. За декілька тижнів до релізу фронтмен Ендрю Вуд знепритомнів через передозування героїну і 19 березня 1990 вмер. Вражені музиканти вирішили припинити виступи, хоча єдиний альбом Mother Love Bone Apple все ж вийшов за декілька місяців.
Після розпаду Mother Love Bone Фейрвезер працював у фотолабораторії, а також недовго грав в гурті Blind Horse. Сіетлський колектив, в якому також виступав барабанщик Грег Гілмор, видав лише одну пісню «Black Sun», яка потрапила до збірки Young and the Restless, що вийшла в 1991 році.
В 1992 році Фейрвезер несподівано приєднався до гурту Рона Найна Love Battery, де замість звичної гітари грав на бас-гітарі, змінивши Джима Тілмана. Його дебютним студійним записом став альбом Far Gone (1993). Надалі протягом дев'яностих Фейрвезер залишався в Love Battery, аж до 1999 року, коли вийшла остання платівка гурту Confusion Au Go Go.
У 2000 роки Брюс Фейрвезер час від часу виступав в ювілейних концертах гранджових гуртів. Так, у 2008 році він виступив на 20-річному ювілеї лейблу Sub Pop в оригінальному складі гурту Green River, а у 2010 році зіграв разом з колишніми колегами по Mother Love Bone в супергурті Brad & Friends.

## Дискографія
Green River
- 1986 — Dry as a Bone (EP)
- 1988 — Rehab Doll[11]

Mother Love Bone
- 1990 — Shine (EP)[12]
- 1990 — Apple[13]
- 1992 — Mother Love Bone (збірка)[14]

Love Battery
- 1993 — Far Gone
- 1994 — Nehru Jacket (EP)
- 1995 — Straight Freak Ticket
- 1999 — Confusion Au Go Go